# Радуга (христианское издательство)
Радуга — христианское протестантское издательство, основанное в 1887 году. Располагалось в центре Молочанского меннонитского округа — немецкой колонии Гальбштадт в Таврической губернии (ныне — город Молочанск, Украина). Имело филиал в виде склада и магазина в Петербурге. Издавало религиозную литературу, в том числе периодические издания, на немецком и русском языках.

## Задачи
Хотя развивающееся в Российской империи евангельское движение не отвергало помощь зарубежных церквей, многие верующие были убеждены, что русский протестантизм идёт особым, своим путём. Этому способствовали обвинения в «заграничном происхождении» евангельских протестантов со стороны представителей Русской православной церкви. Представление об особом пути требовало развития собственной теологии, музыкальной традиции, издания своей духовной литературы (одновременно не отказываясь от публикации переводных книг и брошюр).
Издательство «Радуга» продолжило издание евангельской литературы на русском языке, начатое Николаем Новиковым, и продолженное Российским библейским обществом и пашковцами.

## Создание
Издательство основал в 1887 году немецкий колонист, меннонит по вероисповеданию, Питер Нейфельд. После 44 лет работы учителем он оставил эту профессию и у себя в доме в Гальбштадте открыл первое меннонитское печатное учреждение. Нойфельд также был первым среди меннонитов фотографом, имея с этого увлечения дополнительный доход. Издательство печатало христианскую литературу на немецком языке для немецких колонистов-меннонитов.
В 1897 году Абраам Дж. Крекер, молодой экс-учитель, пастор и миссионер, окончивший Гамбургскую баптистскую семинарию, стал выпускать в Гальбштадте ежегодный отрывной Christlicher Familienkalender für die Deutschen in Russland («Христианский семейный календарь для немцев в России»). Через несколько лет Крекер переехал в Крым и стал выпускать свой «Христианский семейный календарь» в Одессе.
В 1903 году Нейфельд продал свое издательство Генриху Дж. Брауну, Абрааму Крекеру и другим. Вероятно, Крекер в этот период вернулся в Гальбштадт, чтобы руководить издательским процессом. Браун был богатым землевладельцем и ведущим служителем в церкви братских меннонитов. Браун тоже был выпускником Гамбургской баптистской семинарии. Вероятно, он был главным партнёром, так как издательство стало называться «Г. Дж. Браун и Компания».
Издательство приобрело свой книжный магазин в Гальбштадте. Абраам Крекер вместе со своим двоюродным братом Яковом Крекером.  (тоже выпускником Гамбургской баптистской семинарии и миссионером) начал выпускать церковную газету братских меннонитов Friedensstimme («Голос мира»). Правда, первоначально оно из-за царской цензуры выходило в Берлине, и только в январе 1906 года редакция переехала в Гальбштадт. В 1904 году издательство приобрело известный в Гальбштадте книжный магазин Якова Лоткеманна и книжный магазин Давида Исаака в немецкой колонии Шенвизе.
В 1908 году издательство было реорганизовано, сменило название, а в его руководство вошёл лидер евангельских христиан в Российской империи Иван Проханов. По воспоминаниям Проханова, Генрих Браун однажды посетил его в Петербурге. Проханов предложил создать общероссийское предприятие по изданию и распространению христианской литературы. Они договорились, что меннониты возьмут на себя финансово-материальную часть, а Проханов — литературный труд. По предложению Проханова издательство получило название «Радуга» — «как символ нашей деятельности, — тихий, мирный труд после потопа и шторма революции 1905 года».
Сотрудничество с Прохановым помогло меннонитам наладить тесное сотрудничество с русскоязычными евангельскими христианами, издательство стало выпускать христианскую литературу не только на немецком, но и в большом количестве на русском языке. Вскоре был открыт магазин издательства в Петербурге. Сочетание возможности дёшево печатать литературу в провинции и распространять её через столичный магазин способствовал успеху «Радуги».
Активное участие в деятельности «Радуги» принимал пастор Вальтер Жак. Ещё одним служителем издательства стал представитель братских меннонитов Адольф Абрамович Реймер — внук по матери Мартина Кальвейта, миссионер, переводчик евангельских текстов, будущий преподаватель Петроградских библейских курсов.

## Продукция
«Радуга» обрела широкую известность среди русскоязычных протестантов. Ежегодно выходил «Христианский семейный календарь» (тираж русскоязычного варианта составил 45 тыс. экземпляров). Публиковались работы как русскоязычных авторов, например, Ивана Каргеля, Проханова, так и переводная литература — «Песнь творения» Бетекса, «Церковь Христа» Филипса, проповеди Сперджена и других, — всего около 200 наименований. Несколько раз переиздавало сборник «Гусли» и другие христианские песенники.
Журналы «Баптист», «Братский листок», газета «Утренняя Звезда» публиковали обзоры и каталоги литературы, издаваемой «Радугой». Эти перечни говорили о том, что издательство предоставляет достаточно широкий ассортимент книг и брошюр для удовлетворения духовных потребностей верующих. При этом «Радуга» издавала и труды по современной философии, философии религии, истории христианства — включая православных авторов. Количество литературы, написанной русскоязычными авторами-протестантами на тот момент было ещё незначительно.

## Последние годы
Во время Первой мировой войны, в условиях ужесточающихся гонений на русских протестантов, магазин «Радуга» в Петербурге не был закрыт и использовался Прохановым для встреч верующих.
В годы революции и гражданской войны издательство переживало трудности, связанные с тем, что Украина оказалась отрезанной от Петрограда. В 1920 году было преобразовано в кооператив «Радуга» с центром в Петрограде.

## Комментарии
1. ↑  С 1860 года в среде меннонитов в России под влиянием немецких баптистских проповедников (в том числе И. Онкена) возникло движение, получившее наименование «братских меннонитов» (в противовес не примкнувшим, именовавшимся «церковными меннонитами»). Одной из причин разделения стало отношение к крещению. Братские меннониты подчёркивали необходимость строго сознательного крещения по вере. Также они настаивали на том, чтобы при исполнении крещения оно совершалось полным погружением, в отличие от ранее практикуемого «крещения обливанием»[5]. Именно братские меннониты оказали заметное влияние на формирование баптизма (в разных его проявлениях — штундизме, евангелическом христианстве и, собственно, баптизме в узком смысле) среди русскоязычных жителей империи[5].
2. ↑  В 1910 году Яков Крекер переехал в Берлин, где позднее стал одним из основателей миссии «Свет на Востоке», ориентированную на евангелизацию русскоязычных[4].
3. ↑  В 1905 году на фоне разгорающейся революции вышел царский манифест «Об укреплении начал веротерпимости» и ряд других законодательных актов, ослабивших религиозную дискриминацию.